# Suovetaurilia
Suovetaurilia — один из самых священных и значимых ритуалов римской религии. Он заключался в жертвоприношении свиньи (sus), овцы (ovis), быка (taurus) с целью очищения поля и защиты урожая от стихийных бедствий. Был описан в книге Марка Порция Катона «Земледелие» (De agri cultura).

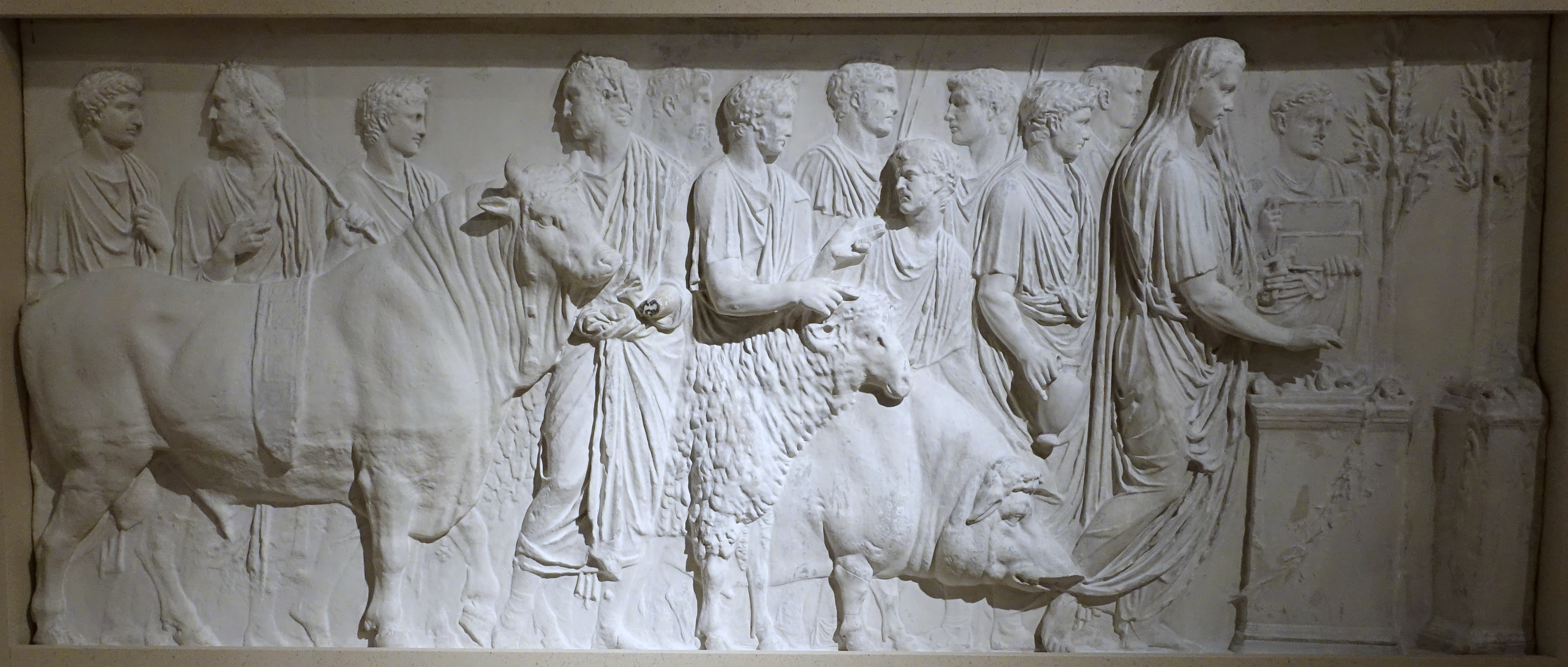
Suovetaurilia

Обряд начинается очистительным шествием вокруг поля: «Поле очищать шествием следует так: вели обвести кругом поросенка, ягненка и теленка с такими словами: „Поручаю тебе, Маний, с помощью божией и в добрый час обойти шествием сим имение мое, поле и земли мои в той части, в коей повелишь ты обвести животных или обнести их, и позаботиться об очищении“».
Слово Маний, использовалось, вероятно, по отношению к человеку, непосредственно выполняющего обряд обвода животных вокруг поля. Весь обряд прошения и дальнейшего принесения жертвы был обращен к Римскому богу войны и земледелия Марсу: «Марс-отец, молюсь тебе и прошу тебя, буди благ и милостив ко мне, к дому и к домочадцам моим: сего ради повелел я обойти шествием сим вокруг поля, земли и имения моего, да запретишь, защитишь и отвратишь болезни зримые и незримые, недород и голод, бури и ненастье; да пошлешь рост и благоденствие злакам, хлебу, лозам и посадкам; да сохранишь здравыми и невредимыми пастухов и скот; да пошлешь здравие и преуспеяние мне, дому и домочадцам нашим. Сего ради и ради очищения имения, земли и поля моего и свершения очищения, как я сказал, почтен буди сими животными-сосунками. Марс-отец, сего дела ради буди почтен сими животными-сосунками».
После этого, согласно Катону, следовало предложить богу в жертву пирог и лепёшку: «Тут же пододвинь ножом пирог и лепешку и предложи их в жертву». Затем начинался обряд принесения в жертву животных. Из за присущей римлянам скупости и экономии, как и во многих других ритуалах жертвоприношения, главную роль здесь играла фикция(Например: ежегодно римляне бросали в жертву речному богу Тибру 30 сплетенных кукол, а Юпитеру приносили в жертвы луковичные головы). Животные в данном ритуале обычно были настолько молодые, что некоторую часть пути их необходимо было нести на руках. Однако в жертву должны были быть принесены именно взрослые животные, именно поэтому для поддержание фикции было запрещено называть этих животных. Применялось исключительно слово, составленное из частей слов, обозначающих взрослых особей- suovetaurilia.
Если во время потрошения жертв оказывалось, что их внутренние органы не в порядке и не годятся для жертвоприношения, то надлежало обратиться с молитвой к Марсу и пожертвовать другими животными: «Марс-отец, если тебе в тех животных-сосунках что неугодно, то я приношу во искупление сих животных». Соответственно, данный порядок действий нужно было выполнять до тех пор, пока обряд жертвоприношения не завершится удачно.